# Lakits Pál
Lakits Pál (Magyaróvár, 1928. október 30. – Budapest, 1968. április 16.) irodalomtörténész, műfordító.

## Pályafutása
Az Eötvös Loránd Tudományegyetem magyar-francia tanári szakán végzett 1952-ben. A fővárosban maradt, és 1962-ig általános iskolai és tanítóképzői tanárként tanított illetve középiskolai tanárként dolgozott a Fazekas Mihály Gyakorló Gimnáziumban. Ezután a Művelődésügyi Minisztériumban helyezkedett el, előbb főelőadóként, majd a tudományegyetemeket felügyelő osztály vezetőjeként.
A minisztériumi munkával párhuzamosan 1963-tól 1966-ig részmunkaidőben a debreceni Kossuth Lajos Tudományegyetem Francia Nyelv és Irodalom Tanszékén előbb tanársegédként, majd adjunktusként dolgozott. Később az ELTE Francia Nyelv és Irodalom Tanszékén is tartott francia nyelvgyakorlat órákat.
1954-ben kezdett irodalomtörténeti munkákat és kritikákat publikálni.  Megjelentek műfordításai és francia költészeti antológiát szerkesztett Rónay Györggyel, és Szegzárdy-Csengery Józseffel. 1958-ban egy, a gimnáziumi I. osztályok számára kifejlesztett kísérleti irodalomtörténeti tantervről írt cikket. A minisztériumi évek alatt 20. századi magyar irodalmi szöveggyűjteményt szerkesztett a gimnáziumok IV. osztálya számára Diószegi Andrással.
1968 áprilisában, harminckilenc évesen önkezével vetett véget az életének.

## Művei
- 1962 Középiskolásaink és az irodalom. Budapest. (irodalomszociológiai tanulmány)
- 1962 Francia költők antológiája I-II. Budapest. (társszerk. Rónay György, Szegzárdy-Csengery József)
- 1965 Századvég és avantgarde. Antológia. Budapest.
- 1966 La Châtelaine de Vergi et l'évolution de la nouvelle courtoise. Debrecen.
- 1967 A kaland változásai. Az ófrancia udvari novella történetéhez. Budapest.
- 1968 Klasszikus francia költők. Budapest. (antológia, társszerk. Rónay Gy., Szegzárdy-Csengery J.)

### Fordításai
- 1964 Roger Garaudy: Parttalan realizmus.